# تی‌وی گرل
تی‌وی گرل (به انگلیسی: TV Girl) گروهٔ موسیقی ایندی پاپ آمریکایی اهل سن دیگو، کالیفرنیا است که در سال ۲۰۱۰ ایجاد گردید و متشکل از برد پیترینگ، جیسن وایمن و وایت هارمون می‌باشد. از سال ۲۰۲۳ این گروه ساکن لس آنجلس می‌باشد.
تی‌وی گرل در سال ۲۰۱۰ اولین ئی‌پی‌های خود را و در سال ۲۰۱۲ نیز میکس‌تیپی منتشر کرد. این گروهٔ موسیقی بعدها در سال ۲۰۱۴ اولین آلبوم خود را تحت عنوان خروج فرانسوی در بعد از آن در سال ۲۰۱۴ دومین آلبوم خود را با نام جداً که اهمیت می‌دهد منتشر کرد و بعد مرگ دختری عاشق مهمانی و انگور روی تاک به‌ترتیب در سال‌های ۲۰۱۸ و ۲۰۲۳ منتشر شدند.

## تاریخچه
این گروه در سن دیگو در سال ۲۰۱۰ توسط دوستان ترانگ انگو و برد پیترینگ به عنوان یک فعالیت تفریحی بدون هیچ جاه طلبی خاصی جز آزمایش و تجربه تشکیل شد.
تی‌وی گرل اغلب از آهنگ‌ها و رسانه‌های دهه ۱۹۶۰ در موسیقی خود نمونه می‌گیرد. نمونه ای از این در آهنگ «لاورز راک» دیده می‌شود، مانند تک‌آهنگ شیرلز که به نام «زمان رقص گذشت» ساخته شده است، که در ابتدا در سال ۱۹۶۰ منتشر شد. پیترینگ در پستی در حساب ردیت خود نوشته است که او هرگز از جست و جوی موسیقی‌های قدیمی و مبهم خسته نمی‌شود.

## جدا شدن اعضا
در سال ۲۰۱۳، گروه با خروج ترانگ نگو دستخوش یک تغییر اساسی شد و پیترینگ را به عنوان تنها عضو خود باقی گذاشت. پیترینگ از خستگی به عنوان عامل اصلی جدایی ترانگ نگو یاد کرد. پیترینگ، که قبلاً روی بیت‌ها متمرکز بود، پس از خروج ترانگ نگو به‌طور یکپارچه نقش خواننده اصلی را پذیرفت. به زودی پس از آن، جیسون وایمن و وایات هارمون به نیروهای پیترینگ پیوستند. در سال ۲۰۱۴ تی‌وی گرل اولین آلبوم رسمی خودرا با اسم خروج فرانسوی منتشر کرد و بازخورد فوق‌العاده ای در روزنامه bandwagon داشت.

## ترانه‌شناسی

### آلبوم‌های استودیویی
| خروج فرانسوی                                                                  | - انتشار: ۵ ژوئن ۲۰۱۴ - ناشر: ناشر-مؤلف - فرمت‌ها: ال‌پی، جاری، دانلود دیجیتال   | ۲۶ | —  |
| جداً که اهمیت می‌دهد                                                            | - انتشار: ۲۶ فوریهٔ ۲۰۱۶ - ناشر: ناشر-مؤلف - فرمت‌ها: ال‌پی، دانلود دیجیتال، جاری | ۶  | ۶۷ |
| مرگ دختری عاشق مهمانی                                                         | - انتشار: ۸ مهٔ ۲۰۱۸ - ناشر: ناشر-مؤلف - فرمت‌ها: ال‌پی، دانلود دیجیتال، جاری     | —  | —  |
| انگور روی تاک                                                                 | - انتشار: ۳۰ ژوئن ۲۰۲۳ - ناشر: ناشر-مؤلف - فرمت‌ها: ال‌پی، دانلود دیجیتال، جاری  | —  | —  |
| نشانهٔ «—» مواردی را نشان می‌دهد که در آن کشور منتشر نشده یا به جدول نرسیده‌اند. |                                                                                |    |    |